# Chapelle Saint-Jean-Baptiste de Bussière-Boffy
Le chapelle Saint-Jean-Baptiste est une chapelle catholique située à Bussière-Boffy, en France.

## Localisation
La chapelle est située dans le département français de la Haute-Vienne, sur la commune de Bussière-Boffy.

## Historique
L'édifice date du XIIe siècle.
La chapelle est inscrite au titre des monuments historiques le 22 décembre 1986.